# Pink Friday 2
Pink Friday 2 es el quinto álbum de estudio de la rapera y cantante Trinito-estadounidense Nicki Minaj. Fue lanzado el 8 de diciembre de 2023. Pink Friday 2 es una secuela del álbum debut de Minaj, Pink Friday (2010), y es su primer álbum de estudio en cinco años desde Queen (2018).

## Antecedentes y grabación
La existencia del álbum se adelantó por primera vez el 2 de febrero de 2019, luego del lanzamiento de su exclusiva de Audiomack, "Barbie Goin Bad", el remix de Minaj de "Going Bad" de Meek Mill de enero de 2019 con Drake, en el que se decía que el álbum era "la quinta cosa". El 28 de junio de 2019, Minaj apareció en The Tonight Show Starring Jimmy Fallon de Jimmy Fallon en el que dijo: "bueno, definitivamente hay un nuevo álbum, por supuesto", sin embargo, continuó señalando que no había una fecha de lanzamiento oficial en el time: "con este, todavía no tengo nombre". En septiembre de 2019, Minaj anunció su retiro del hip-hop, sin embargo, luego se retractó de su declaración y se disculpó por su falso anuncio. En una entrevista con Elle, el 17 de septiembre de 2019, Minaj declaró que el álbum sería "feroz, divertido y sin complejos" y habló sobre el sonido definitivo del proyecto.

Probablemente es lo más emocionada que he estado por el lanzamiento de un álbum en mucho tiempo. Estoy feliz de que no hagamos que mis fans esperen por otro álbum como lo hice en el pasado. Éste incorpora todas las cosas que la gente ama de Nicki, pero también tiene un sonido mucho más grande, por lo que combina perfectamente con la colección.

El primer adelanto del álbum fue el 29 de junio de 2020, después de que Minaj recurriera a Twitter para tuitear "PF2", las iniciales del álbum.
Inicialmente estaba previsto que saliera a la venta el 20 de octubre de 2023, pero más tarde se retrasó al 17 de noviembre y después al 8 de diciembre. También declaró que el álbum "bien merecería la espera", y que le seguiría una gira de conciertos en 2024. El 4 de septiembre, Minaj compartió una de las dos portadas oficiales del álbum, en la que aparecía la rapera con un conjunto completamente blanco viajando en un metro sin techo flotando sobre nubes rosas. El 6 de octubre, compartió la segunda portada del álbum, en la que aparecía vestida con un vestido rosa que dejaba al descubierto su vientre y rodeada por una sábana de satén rosa sobre un fondo negro.
El 5 de junio de 2023, Minaj recurrió a Twitter para anunciar que su nuevo álbum se lanzaría el 20 de octubre de 2023. El 29 de junio de 2023, anunció el título del álbum como Pink Friday 2 y que la fecha de lanzamiento oficial se reprogramó para 17 de noviembre de 2023. El rapero también declaró que "valdría la pena esperar" por el álbum, al que seguiría una gira de conciertos en 2024.
Tras su lanzamiento, Pink Friday 2 se puso a disposición para descarga digital y streaming como un álbum de 22 pistas. También estaba disponible en varias versiones físicas, que consistían en cuatro ediciones en vinilo, incluidas tres versiones exclusivas para minoristas, cada una con portadas diferentes, así como dos CD, uno estándar y otro firmado. Las versiones físicas sólo incluían 10 temas, lo que se atribuyó a que los restantes no se terminaron a tiempo para el prensado y el lanzamiento. El 11 de diciembre se lanzó una edición digital de lujo del álbum a través de la tienda web de Minaj, que incluía una remezcla exclusiva de "Beep Beep" con 50 Cent. El 13 de diciembre, una segunda edición digital de lujo fue lanzada a través de su tienda web, con la canción exclusiva "Love Me Enough" con Keyshia Cole y Monica.

## Lanzamiento
El 5 de junio, Minaj anunció inicialmente que la fecha de lanzamiento del álbum sería el 20 de octubre de 2023. El 29 de junio, anunció oficialmente que el álbum se titularía Pink Friday 2, y que la fecha de lanzamiento se retrasaría hasta el 17 de noviembre. En septiembre, estrenó una canción inédita del álbum titulada "Big Difference" durante su actuación en los 2023 MTV Video Music Awards. El 25 de octubre, Minaj anunció que la fecha de lanzamiento del álbum se posponía a su cumpleaños el 8 de diciembre de 2023.
En noviembre, como parte de las sorpresas semanales previas al lanzamiento del álbum, Minaj adelantó una sorpresa que ella y sus fans habían estado esperando durante mucho tiempo, lo que hizo que sus fans fueran tendencia número uno "#TellUsNicki" en Twitter antes de seguir adelantando la sorpresa. Al día siguiente se reveló que ella era la portada de la edición de diciembre de 2023 de US Vogue, en la que habló sobre la grabación de su nuevo álbum que "fue escrito desde el punto de vista de una mujer que ha conseguido muchas de las cosas con las que soñaba". Con eso, Minaj se convirtió en la primera rapera en la portada de la revista estadounidense Vogue.
Pink Friday 2 se lanzó el 8 de diciembre de 2023 y estuvo disponible para descarga digital y transmisión como un álbum de 22 canciones. El álbum También estuvo disponible en varias versiones físicas, que consistieron en cuatro ediciones de vinilo (tres versiones exclusivas para minoristas, cada una con diferentes portadas) y dos variantes de CD (estándar y firmada). Las versiones físicas solo incluyeron 10 pistas, lo que se teorizó que se debió a que el resto no se terminó a tiempo para prensar y lanzar. El 14 de diciembre de 2023, se lanzó una edición extendida titulada "Gag City Deluxe" a través de la tienda web de Minaj y se puso a disposición de las plataformas de streaming un día después.  El 13 de enero de 2024, también se lanzó otra versión extendida, denominada "Gag City Pluto Edition". En agosto de 2024, Minaj anunció que una versión de lujo del álbum, titulada Gag City Reloaded, se lanzaría el 13 de septiembre de 2024; e interpretó música del álbum deluxe durante la segunda etapa estadounidense de su gira. Sin embargo, el 15 de septiembre de 2024, anunció que descartó la versión deluxe del álbum y se mostró a favor de un nuevo álbum, titulado Pink Friday 3, citando que el nuevo material que grabó "[era] demasiado bueno para ser descartado en un álbum de lujo". Minaj reveló que anunciaría la fecha de lanzamiento del nuevo álbum en un futuro cercano.

## Título y Portada
El título del álbum fue descrito como un guiño a Pink Friday (2010) de Minaj y Minaj también confirmó que se trataría de una secuela. Minaj compartió por primera vez una de las dos portadas oficiales del álbum en septiembre de 2023, en la que se mostraba a la rapera con un conjunto de Vetements completamente blanco viajando en un metro metropolitano sin techo flotando sobre nubes rosadas. El 6 de octubre, compartió la portada del segundo álbum, que la mostraba con un vestido completamente rosa. revelando su abdomen y rodeada por una ondulante sábana de satén rosa frente a un fondo negro. En las semanas previas al lanzamiento, Minaj compartió cuatro variaciones adicionales de la portada del álbum para el lanzamiento en vinilo y digital, todas las cuales fueron tomadas por la fotógrafa británica Charlotte Rutherford.

## Composición

### Música y samples
El álbum comienza con «Are You Gone Already», que samplea la canción de Billie Eilish «When the Party's Over». En la canción, Minaj rapea sobre la muerte de su padre y «el amor, la pérdida, la culpa y el miedo».  A esta le sigue «Barbie Dangerous», que era una interpolación de la canción «Notorious B.I.G.» de Notorious Thugs. Billboard describió la canción como un «ejercicio lírico para la leyenda del rap mientras se pasea por la producción de Hollywood Cole».  «FTCU» samplea una canción de Wacka Flocka Flame y fue calificada de sobresaliente en el álbum. Le siguen «Beep Beep» y «Fallin 4 U», ambas «impulsadas por un estribillo pegadizo».  «Let Me Calm Down» con J.Cole habla de las «quejas de Minaj contra su amante» y «explora la complejidad de las relaciones adultas». El rap de Cole se hace eco del de Minaj donde «se relaciona con la lucha de Minaj, se burla de los críticos y hace referencia a una de [sus] relaciones públicas más caóticas».
«RNB» vio a Minaj reunirse con su pupilo, Lil Wayne, y el cantante Tate Kobang. La canción R&B era un acrónimo.  «Pink Birthday» fue descrita como un «nuevo himno de cumpleaños», mientras que «Needle» con Drake fue calificada como un himno «rezumante de vibraciones isleñas».  Minaj reveló que la canción estaba pensada originalmente para el álbum de Drake For All the Dogs. A esta le siguieron canciones inspiradas en pop, «Cowgirl» con Lourdiz y «Everybody» con Lil Uzi Vert.  Minaj ha declarado que Doja Cat aparecía originalmente en la primera. Esta última sampleaba «Move Your Feet» de Junior Senior. «Big Difference» y «Red Ruby da Sleeze» se publicaron antes del lanzamiento del álbum y en ellas Minaj presumía de su legado y su impacto en la industria musical. «Forward from Trini» vio a Minaj mostrando su «orgullo caribeño mientras conectaba con sus raíces trinitenses».  Tanto las siguientes canciones, «Pink Friday Girls» y «Super Freaky Girl» samplearon canciones de alto perfil, incluyendo «Girls Just Want to Have Fun» de Cyndi Lauper y «Super Freak» de Rick James.  Le siguieron «Bahm Bahm», «My Life» y «Nicki Hendrix» con Future y la segunda canción sampleaba «Heart of Glass» de Blondie.
«Blessings» con la colaboración de la cantante de gospel Tasha Cobbs Leonard fue llamada un «limpiador de paleta de la sección de postres» de Pink Friday 2 y vio a Minaj rapeando sobre «entregar la gloria a Dios». «Last Time I Saw You» fue comparada con «Come See About Me» de Minaj de 2018 y vio a Minaj ya sea «rumiando sobre la trágica pérdida de su padre u otra relación agria».  La canción tiene una «guitarra instrumental impulsada». El álbum estándar termina con «Just the Memories», que fue llamado un «cierre de álbum etéreo» y vio a Minaj rapeando sobre los obstáculos oscuros de su infancia, su surgimiento y su legado posterior.
La edición «Gag City Deluxe» del álbum incluye una remezcla de «Beep Beep» con 50 Cent y un nuevo tema titulado «Love Me Enough» con Monica y Keyshia Cole. En esta última canción, Minaj rapeaba sobre «el amor propio, la reconstrucción de uno mismo tras una mala relación y, en definitiva, ponerse a uno mismo en primer lugar».  La edición «Gag City Pluto» del álbum incluía «Press Play» con Future.
En agosto de 2024, Minaj anunció que se lanzaría una versión de lujo del álbum, titulada Gag City Reloaded, en un futuro cercano; interpretará música de la versión de lujo durante la segunda etapa de su gira en Estados Unidos. Sin embargo, el 15 de septiembre de 2024, anunció que descartaría el deluxe a favor de un nuevo álbum, titulado Pink Friday 3, citando que el nuevo material que grabó "[era] demasiado bueno para ser desechado en un álbum deluxe". Minaj reveló que anunciaría la fecha de lanzamiento del nuevo álbum en un futuro cercano.

## Promoción

### Gag City
Antes del lanzamiento del álbum, los fans de Minaj se unieron para iniciar una campaña de marketing online y crearon una ciudad ficticia generada por IA llamada «Gag City», que la propia rapera había acuñado previamente y reconocido en las redes sociales. Yahoo! Finance describió el concepto como «la metrópolis rosa habitada por stans y marcas por igual», mientras que Forbes la describió como una «ciudad digital hiperfuturista y uber-rosa completa con la misma estética rosa y onírica que aparece en el arte de la portada del álbum.
La campaña ganó gran tracción y contó con la participación de una variedad de celebridades incluyendo Tyla, Bia, y Tyga.  Además, múltiples empresas y marcas también participaron en la tendencia anunciando su llegada a «Gag City», incluyendo Spotify, Netflix, Bing, Converse, Genius, Amazon, el Empire State, Chili's, Oreo, KFC, McDonald's, entre otros. La campaña fue calificada de «victoria viral» para Minaj.

## Sencillos
"Super Freaky Girl" se lanzó como sencillo principal del álbum el 12 de agosto de 2022. Su videoclip, dirigido por Joseph Kahn, fue subido a la cuenta de YouTube de Minaj el 1 de septiembre. La canción debutó en el número uno de la lista estadounidense Billboard Hot 100 y de la lista Hot R&B/Hip-Hop Songs. Con ello, Minaj se convirtió en la primera rapera en solitario en debutar en la cima del Billboard Hot 100 desde "Doo Wop (That Thing)" de Lauryn Hill en 1998 y en la primera rapera en debutar con una canción en solitario en el número uno en el siglo XXI.
"Red Ruby da Sleeze" fue lanzado inicialmente como sencillo promocional el 3 de marzo de 2023, descrito por Minaj como su "disco callejero" antes de su "próximo single oficial". Fue enviada oficialmente a la radio rhythmic contemporary el 14 de marzo de 2023, convirtiéndose en el segundo sencillo del álbum. Su videoclip, dirigido por Grizz y rodado en Trinidad y Tobago, se colgó en YouTube el 13 de mayo.  La canción alcanzó el número 13 en la lista Hot 100 y el número cuatro en la lista Hot R&B/Hip-Hop Songs.
"Last Time I Saw You" fue lanzado como tercer sencillo del álbum el 1 de septiembre de 2023. La canción alcanzó el número 23 en la lista Hot 100 y el número seis en la lista Hot R&B/Hip-Hop Songs. El 12 de septiembre, Minaj interpretó "Last Time I Saw You" en los 2023 MTV Video Music Awards, donde también estrenó un nuevo tema del álbum titulado "Big Difference". Un fragmento sorpresa de la canción se publicó en YouTube tras el espectáculo.
"Everybody" con Lil Uzi Vert fue enviada a la rhythmic contemporary radio y contemporary hit radio en Estados Unidos el 9 de enero de 2024, sirviendo como cuarto sencillo del álbum. "FTCU" también se envió a la radio rítmica contemporánea y se lanzó a las plataformas digitales el 10 de enero de 2024 como quinto sencillo del álbum.
"FTCU" fue lanzado como el quinto sencillo del álbum el 10 de enero de 2024, con un EP de varias versiones de la canción también disponible para streaming y descarga digital. La canción impactó la radio rítmica contemporánea en los Estados Unidos el 30 de enero de 2024. Este debutó en el puesto número 42 en el Hot 100, y luego alcanzó el puesto número 15. Un remix subtitulado "Sleeze Mix" con Travis Scott, Chris Brown y Sexyy Red fue lanzado el 19 de abril de 2024.
Si bien no se lanzó como sencillo oficial, el 3 de marzo de 2024, Minaj lanzó una versión extendida de la canción "Let Me Calm Down" con J. Cole.

### Sencillos  promocionales
El 13 de octubre de 2023, Minaj publicó el tema "Bahm Bahm" en su página web, describiéndolo como una toma descartada, aunque más tarde se incluyó en el álbum.

## Recepción Crítica
Pink Friday 2 recibió críticas generalmente positivas. En Metacritic, que asigna una puntuación normalizada sobre 100 a las críticas de publicaciones profesionales, el álbum recibió una media de 76, basada en cuatro críticas.  Robin Murray de Clash calificó Pink Friday 2 como "un disco de verdadera ambición, un ejemplo que refleja las tendencias de complacer a los fans con un crecimiento artístico real", ya que "combina el pop ultra colorido con momentos de sombría introspección".  Nick Levine de NME opinó que aunque es "probablemente demasiado largo, [...] Minaj le da un ritmo agudo" y concluyó que "se siente como una consolidación y refinamiento de todo lo que Minaj puede hacer".  Alexis Petridis de The Guardian afirmó que "puede que sea tan imperfecto como lo fue Pink Friday, pero Pink Friday 2 ofrece pruebas más que suficientes para que estas últimas afirmaciones no parezcan más que fanfarronadas huecas".
David Smyth, del Evening Standard, describió el álbum como "una expansión de lo que puede hacer, más que un giro completo. Aunque nunca se convierte en el monstruo del rap a muchas voces que tanto gustó en sus inicios, cualquiera que espere oírla poner a sus rivales en su sitio encontrará un montón de líneas geniales".  Nadine Smith de The Independent criticó el uso de samples por parte de Minaj y comentó que el álbum "muestra destellos de la brillantez inventiva que hizo de Nicki una superestrella innegable, pero al igual que muchas secuelas heredadas, en su mayor parte sólo te hace desear estar escuchando el original". Julianne Escobedo Shepherd, de Pitchfork, lo calificó como "un intento desesperado", escribiendo que "a excepción de unas pocas pistas y versos excelentes, este álbum de 22 canciones [...] se cae a pedazos muy rápidamente"...."La intención del álbum es confusa a través de su producción dispersa, que no suena a una innovación de género, suena más a una pésima estrategia para abrirse camino como sea posible en TikTok." .

## Resultados comerciales
En Estados Unidos, Pink Friday 2 logró 90,8 millones de streams en sus tres primeros días, con los temas del álbum "Everybody" con Lil Uzi Vert y "Are You Gone Already" ganando tracción temprana.  El álbum debutó en el número uno del Billboard 200, convirtiéndose en el tercer álbum número uno de Minaj en el país tras Pink Friday (2010) y Pink Friday: Roman Reloaded (2012). Con esto, Minaj rompió el empate con Foxy Brown para convertirse en la rapera femenina con más álbumes número uno. También se convirtió en la primera artista femenina de rap con álbumes número uno en dos décadas (2010 y 2020), y logró su séptimo álbum entre los diez primeros. Pink Friday 2 obtuvo 228.000 unidades equivalentes a un álbum en su primera semana, de las cuales 92.000 procedían de ventas puras de álbumes, convirtiéndose en la mayor semana en unidades totales así como en ventas puras para un álbum de rap femenino en la década de 2020 y un álbum femenino de R&B/hip-hop en 2023. El álbum vendió 25.000 copias en vinilo, consiguiendo la mayor semana de ventas en vinilo para un álbum de rap femenino de la historia. También logró 169,87 millones de streams en su primera semana, cosechando la mayor semana de streaming de la historia para Minaj, para un álbum de rap femenino en la década de 2020, y para un álbum femenino de R&B/hip-hop en 2023. Tras su lanzamiento, 14 canciones del álbum debutaron en el Billboard Hot 100, de las cuales dos entraron en el top 40-"Everybody" con Lil Uzi Vert y "Needle" con Drake.  El álbum descendió un puesto hasta el número dos en su segunda semana, consiguiendo 100.000 unidades equivalentes a un álbum adicionales. Hasta el 14 de enero de 2024, Pink Friday 2 ha vendido más de 1 millón de unidades en Estados Unidos.

## Lista de Canciones
| Pink Friday 2 digital edition track listing |                                               |                |          |  |
| N.º                                         | Título                                        | Producer(s)    | Duración |  |
| 1.                                          | «Are You Gone Already»                        | Finneas        | 4:30     |  |
| 2.                                          | «Barbie Dangerous»                            | Tate Kobang    | 2:12     |  |
| 3.                                          | «FTCU»                                        | ATL Jacob      | 2:52     |  |
| 4.                                          | «Beep Beep»                                   | Murda Beatz    | 1:35     |  |
| 5.                                          | «Fallin 4 U»                                  | ATL Jacob      | 3:50     |  |
| 6.                                          | «Let Me Calm Down» (con J. Cole)              | ATL Jacob      | 4:04     |  |
| 7.                                          | «RNB» (con Lil Wayne & Tate Kobang)           | Kobang         | 3:04     |  |
| 8.                                          | «Pink Birthday»                               | Boi-1da        | 2:08     |  |
| 9.                                          | «Needle» (con Drake)                          | Boi-1da        | 3:55     |  |
| 10.                                         | «Cowgirl» (con Lourdiz)                       | Dr. Luke       | 3:36     |  |
| 11.                                         | «Everybody» (con Lil Uzi Vert)                | DJ Smallz 732  | 3:00     |  |
| 12.                                         | «Big Difference»                              | FnZ            | 3:11     |  |
| 13.                                         | «Red Ruby da Sleeze»                          | Go Grizzly     | 3:34     |  |
| 14.                                         | «Forward from Trini» (con Skillibeng & Skeng) | Basbeats       | 2:33     |  |
| 15.                                         | «Pink Friday Girls»                           | J Reid         | 2:46     |  |
| 16.                                         | «Super Freaky Girl»                           | Dr. Luke       | 2:50     |  |
| 17.                                         | «Bahm Bahm»                                   | Kobang         | 2:21     |  |
| 18.                                         | «My Life»                                     | Don Cannon     | 2:44     |  |
| 19.                                         | «Nicki Hendrix» (con Future)                  | B Ham          | 4:24     |  |
| 20.                                         | «Blessings» (con Tasha Cobbs Leonard)         | Bnyx           | 3:34     |  |
| 21.                                         | «Last Time I Saw You»                         | ATL Jacob      | 3:36     |  |
| 22.                                         | «Just the Memories»                           | Bone Collector | 3:55     |  |
| 70:14                                       |                                               |                |          |  |

| Pink Friday 2 – D2C Version 1 digital bonus track |                           |             |          |  |
| N.º                                               | Título                    | Producer(s) | Duración |  |
| 23.                                               | «Beep Beep» (con 50 Cent) | Murda Beatz | 2:27     |  |
| 72:41                                             |                           |             |          |  |

| Pink Friday 2 D2C version 2 bonus track |                                              |             |          |  |
| N.º                                     | Título                                       | Producer(s) | Duración |  |
| 23.                                     | «Love Me Enough» (con Monica & Keyshia Cole) |             | 3:50     |  |
| 74:04                                   |                                              |             |          |  |

| Pink Friday 2 Gag City deluxe edition bonus tracks |                                              |             |          |  |
| N.º                                                | Título                                       | Producer(s) | Duración |  |
| 23.                                                | «Beep Beep» (con 50 Cent)                    | Murda Beatz | 2:27     |  |
| 24.                                                | «Love Me Enough» (con Monica & Keyshia Cole) |             | 3:50     |  |
| 76:31                                              |                                              |             |          |  |

| Pink Friday 2 Gag City PLUTO Edition |                           |             |          |  |
| N.º                                  | Título                    | Producer(s) | Duración |  |
| 25.                                  | «Press Play» (con Future) | ATL Jacob   | 3:21     |  |
| 1:20:00                              |                           |             |          |  |

| Pink Friday 2 physical edition track listing |                                     |                |          |  |
| N.º                                          | Título                              | Producer(s)    | Duración |  |
| 1.                                           | «Just the Memories»                 | Bone Collector | 3:55     |  |
| 2.                                           | «Big Difference»                    | FnZ            | 3:11     |  |
| 3.                                           | «Red Ruby da Sleeze»                | Go Grizzly     | 3:34     |  |
| 4.                                           | «My Life»                           | Cannon         | 2:44     |  |
| 5.                                           | «RNB» (con Lil Wayne & Tate Kobang) | Kobang         | 3:04     |  |
| 6.                                           | «Fallin 4 U»                        | ATL Jacob      | 3:50     |  |
| 7.                                           | «Last Time I Saw You»               | ATL Jacob      | 3:36     |  |
| 8.                                           | «Everybody»                         | DJ Smallz 732  | 3:00     |  |
| 9.                                           | «Super Freaky Girl»                 | Dr. Luke       | 2:50     |  |
| 10.                                          | «Bahm Bahm»                         | Kobang         | 2:21     |  |
| 32:05                                        |                                     |                |          |  |

Créditos de Samples
- "Are You Gone Already" contiene samples de "When the Party's Over", escrita por Finneas O'Connell e interpretada por Billie Eilish.
- Everybody" contiene muestras de "Move Your Feet", escrita por Jesper Mortensen e interpretada por Junior Senior.
- "Pink Friday Girls" contiene samples de "Girls Just Want to Have Fun", escrita por Robert Hazard e interpretada por Cyndi Lauper.
- "Barbie Dangerous" contiene samples de "Notorious Thugs", escrito por Christopher Wallace, Anthony Henderson, Bryon McCane, Steven Howse, Sean Combs, y Steven Jordan e interpretado por The Notorious B.I.G. y Bone Thugs-N-Harmony.
- FTCU" contiene samples de "Fuck the Club Up", escrita por Juaquin Malphurs y Joshua Luellen e interpretada por Waka Flocka Flame.
- Pink Birthday" contiene samples de "Pornography", escrita por Jacques Webster, Leland Wayne, Michael Dean, y Sonny Uwaezuoke e interpretada por Travis Scott, que a su vez samplea "Expectation", escrita por Peter Mellin e interpretada por Ache.
- "Red Ruby da Sleeze" contiene un sample de "Never Leave You (Uh Oooh, Uh Oooh)", escrita por Lumidee Cedeño, Teddy Mendez, Edwin Perez y Steven Marsden e interpretada por Lumidee.
- "Forward From Trini" contiene un sample de los riddims 'Stink' y 'Showtime' de Dave Kelly.[87]
- "Super Freaky Girl" contiene samples de "Super Freak", escrita por James Johnson Jr. y Alonzo Miller e interpretada por Rick James.
- "My Life" contiene samples de "Heart of Glass", escrita por Debbie Harry y Chris Stein e interpretada por Blondie.
- "Just the Memories" contiene samples de "Stop Live in a de Pass", escrita por Moses Davis, Lynford Marshall, Colin York, John Bristol, Jerry Butler, James Dean y John Glover e interpretada por Beenie Man.

## Personal
Músicos
- Nicki Minaj - voz principal
- Finneas - programación (pista 1)
- Hollywood Cole - programación (pista 2)
- ¡YG! Beats - programación (pista 2)
- Tate Kobang - programación (pista 2)
- Waka Flocka Flame - coros (pista 3)
- Southside - coros (pista 3)
- ATL Jacob - programación (pistas 3, 6)
- OJ Finnessey - programación (pista 4)
- Murda Beatz - programación (pista 4)
- Kuji - programación (pista 6)
- Hendrix Smoke - programación (pistas 6, 21)
- J. Cole - voz (pista 6)
- Lourdiz - voz de fondo (pistas 7, 15), voz (10)
- Boi-1da - programación (pistas 8, 9), programación de batería (8)
- Apollo Parker - programación (pista 8)
- Fierce - programación (pista 8)
- 116 - programación (pista 8)
- Nana Fofie - coros (pista 9)
- Yogi - programación (pista 9)
- Drake (músico)|Drake]] - voz (pista 9)
- Rahiem Hurlock - voz (pista 9)
- Dr. Luke - programación (pistas 10, 16)
- DJ Smallz 732 - programación (pista 11)
- Tate Kobang - programación (pista 11)
- Lil Uzi Vert - voz (pista 11)
- FnZ - programación (pista 13)
- BoogzDaBeast]] - programación (pista 13)
- Keanu Beats - programación (pista 13)
- Slade Da Monsta - programación (pista 13)
- Basbeats - programación (pista 14)
- Melio Sounds - programación (pista 14)
- Skillibeng - voz (pista 14)
- Skeng - voz (pista 14)
- J Reid - programación (pista 15)
- Malibu Babie - programación (pista 16)
- Aaron Joseph - programación (pista 16)
- Vaughn Oliver - programación (pista 16)
- B Ham - programación (pista 19)
- Vincent Shaw - programación (pista 19)
- Future - voz (pista 19)
- Beau Nox - voz de fondo, programación (pista 20)
- Bnyx - programación (pista 20)
- Sad Pony - programación (pista 20)
- Tasha Cobbs Leonard - voz (pista 20)
- Alex Bak - programación (pista 21)
- Frankie Bash - programación (pista 21)
- TooDope - programación (pista 21)
- Keisha Renee - voz de fondo (pista 22)
- Bone Collector - programación (pista 22)
- Habib Defoundoux - programación (pista 22)

Técnicos
- Chris Athens - masterización
- Rob Kinelski - mezcla (pistas 1, 8, 20)
- Serban Ghenea - mezcla (pistas 2-7, 10-16, 18, 19, 21, 22)
- Noel Cadastre - mezcla, ingeniería (pista 9)
- Noah Shebib - mezcla (pista 9)
- Aubrey Delaine - mezcla (pista 17), ingeniería (todas las pistas), immersive mezcla de ingeniería (1-12, 14, 15, 20, 22)
- Kuldeep Chudasama - ingeniería (pista 6)
- Clint Gibbs - ingeniería (pista 16)
- Kalani Thompson - ingeniería (pista 16)
- Tyler Sheppard - ingeniería (pista 16)
- John Hanes - ingeniería de mezcla inmersiva (pistas 13, 16, 21)
- Cristal Viramontes - ingeniería vocal (pista 7)
- Daniel Sheehy - ingeniería vocal (pista 7)
- Manny Galvez - ingeniería vocal (pista 7)
- Eli Heisler - asistencia de mezcla (pistas 1, 8, 20)
- Ruby Smith - asistencia de mezcla (pistas 1, 8, 20)
- Bryce Bordone - asistencia de mezcla (pistas 2-7, 10-16, 18, 19, 21, 22)
- Jack Letchinger - asistencia de ingeniería (pistas 1-3, 6-10, 14, 18, 20)
- Alexx Nielsen - asistencia de ingeniería (pistas 1-3, 6, 8-10, 14, 15, 20)
- Nico Fabito - asistencia de ingeniería (pistas 1-3, 6, 8-10, 14, 15, 20)
- Cory Williams - asistencia de ingeniería (pista 12)
- Grant Horton - asistencia de ingeniería (pista 16)

## Charts
| Chart (2023)                                   | Peak position |
| ---------------------------------------------- | ------------- |
| Australia (ARIA)                               | 3             |
| Australia Australian Hip Hop/R&B Albums (ARIA) | 1             |
| Austria (Ö3 Austria)                           | 31            |
| Bélgica (Ultratop flamenca)                    | 13            |
| Bélgica (Ultratop valona)                      | 13            |
| Canadá (Billboard Canadian Albums)             | 2             |
| Dinamarca (Hitlisten)                          | 33            |
| Países Bajos (Album Top 100)                   | 7             |
| Finlandia (Suomen Virallinen Lista)            | 31            |
| Francia (SNEP)                                 | 20            |
| Alemania (Offizielle Top 100)                  | 41            |
| Islandia (Plötutíðindi)                        | 39            |
| Irlanda (OCC)                                  | 9             |
| Italia (FIMI)                                  | 61            |
| Lituania (AGATA)                               | 42            |
| Nueva Zelanda (RMNZ)                           | 3             |
| Noruega (VG-lista)                             | 10            |
| Escocia (Scottish Albums Chart)                | 23            |
| España (PROMUSICAE)                            | 42            |
| Suecia (Sverigetopplistan)                     | 32            |
| Suiza (Schweizer Hitparade)                    | 6             |
| Reino Unido (UK Albums Chart)                  | 3             |
| Reino Unido (UK R&B Albums)                    | 1             |
| Estados Unidos (Billboard 200)                 | 1             |
| Estados Unidos (Top R&B/Hip-Hop Albums)        | 1             |

## Historial de Lanzamiento
| Región | Fecha                    | Formato(s)                          | Edición                          | Discográfica          | Ref.    |
| ------ | ------------------------ | ----------------------------------- | -------------------------------- | --------------------- | ------- |
| Varios | 8 de diciembre de 2023   | CD, Descarga digital, streaming, LP | Standard                         | Young Money, Republic | [ 113 ] |
| Varios | 11 de diciembre de 2023  | Descarga digital                    | D2C version 1                    | Young Money, Republic |         |
| Varios | 13 de diciembre de 2023  | Descarga digital                    | D2C version 2                    | Young Money, Republic | [ 84 ]  |
| Varios | 14 de diciembre de 2023  | Descarga digital                    | Gag City deluxe                  | Young Money, Republic | [ 85 ]  |
| Varios | 15 de diciembre de 2023  | Descarga digital, streaming         | Gag City deluxe                  | Young Money, Republic | [ 114 ] |
| Varios | 13 de enero de 2024      | Descarga digital, streaming         | Gag City Pluto Edition           | Young Money, Republic | [ 115 ] |
| Varios | 13 de septiembre de 2024 | Descarga digital, streaming         | Gag City Reloaded Deluxe Edition | Young Money, Republic | [ 116 ] |

## Premios y nominaciones
| Año  | Premiación                  | Categoría           | Resultado | Ref.    |
| ---- | --------------------------- | ------------------- | --------- | ------- |
| 2023 | MTV Video Music Awards 2023 | Mejor video hip hop | Ganador   | [ 117 ] |
| 2023 | MTV Video Music Awards 2023 | Video del año       | Nominado  | [ 117 ] |